# Théorie du jazz
La théorie du jazz est l'ensemble des outils et des concepts musicologiques développés spécifiquement pour décrire et enseigner la musique jazz.
Les domaines principaux sont :
- Rythme jazz (notation, swing, syncopation...)
- Mélodie jazz (notation, classification des approches, ornements)
- Les techniques de notation (chiffrage d'accord, rythme, articulation, phrasé)
- Harmonie du jazz (cadences, substitutions, harmonie modale)
- Voicing et Voice leading
- Gamme d'accord (chord-scale system)
- Arrangement et orchestration jazz

## Théoriciens et pédagogues du jazz
- Mátyás Seiber et Bernhard Sekles
- Gunther Schuller
- Georges Russel
- Lennie Tristano
- Ron Miller

## Didactique du jazz
- Le Real Book
- Les play-along (par exemple ceux de Jamey Aebersold (en))